# Peter Blauth
Peter Blauth (* 11. September 1937 in Heidelberg; † 20. November 1999 ebenda) war ein deutscher Jurist. Er war von 1990 bis zu seinem Tode Richter am  Bundesgerichtshof.

## Leben und Wirken
Nach Abschluss seiner juristischen Ausbildung trat Blauth 1966 in den Justizdienst des Landes Baden-Württemberg ein, wo er am Amtsgericht Heidelberg, bei der Staatsanwaltschaft Mannheim tätig wurde. Zeitweilig als wissenschaftlicher Mitarbeiter an die Bundesanwaltschaft abgeordnet, wurde Blauth sodann als Landgerichtsrat am Landgericht Heidelberg und nach entsprechender Beförderung als Richter am Oberlandesgericht Karlsruhe tätig. 1979 kehrte Blauth als Vorsitzender Richter an das Landgericht Heidelberg zurück.
1984 wurde Blauth zum Rektor der Fachhochschule für Rechtspflege in Schwetzingen berufen. 1988 kehrte er in den Richterdienst zurück und übernahm den Vorsitz eines Senats am Oberlandesgericht Karlsruhe. Zum Richter am Bundesgerichtshof wurde Blauth im Jahre 1990 gewählt. Hier gehörte er vorwiegend dem 3. Strafsenat, daneben auch dem Senat für Notarsachen an. Er starb im Jahr 1999 nach kurzer, schwerer Krankheit und hinterließ eine Frau und zwei Kinder.
Bis zu seinem Tod war Blauth auch als ehrenamtlicher Seelsorger in der Neuapostolischen Kirche in Heidelberg-Wieblingen tätig.